# Discografia de Behemoth
Discografia e videografia completa da banda polonesa Behemoth, que já lançou dez álbuns de estúdio, dois álbuns ao vivo, duas coletâneas, sete EPs, três álbuns de vídeo, doze videoclipes, três demos e uma colaboração.

## Discografia

### Álbuns de estúdio
| 1995                                                        | Sventevith (Storming Near the Baltic) - Lançamento: Abril - Gravadora: Pagan               | —  | —  | —  | —  | —  | —   | —  |                           |             |
| 1996                                                        | Grom - Lançamento: 2 de janeiro - Gravadora: Solistitium                                   | —  | —  | —  | —  | —  | —   | —  |                           |             |
| 1998                                                        | Pandemonic Incantations - Lançamento: 2 de março - Gravadora: Solistitium                  | —  | —  | —  | —  | —  | —   | —  |                           |             |
| 1999                                                        | Satanica - Lançamento: 25 de outubro - Gravadora: Avantgarde                               | —  | —  | —  | —  | —  | —   | —  |                           |             |
| 2000                                                        | Thelema.6 - Lançamento: 27 de novembro - Gravadora: Avantgarde Music                       | —  | —  | —  | —  | —  | —   | —  |                           |             |
| 2002                                                        | Zos Kia Cultus (Here and Beyond) - Lançamento: 28 de outubro - Gravadora: Avantgarde Music | —  | —  | —  | —  | —  | —   | —  |                           |             |
| 2004                                                        | Demigod - Lançamento: 25 de outubro - Gravadora: Regain                                    | 15 | —  | —  | —  | —  | —   | —  | - EUA: 10.000+ (até 2005) |             |
| 2007                                                        | The Apostasy - Lançamento: 2 de julho - Gravadora: Regain                                  | 9  | —  | —  | —  | —  | 149 | —  | - EUA: 5.000+ (até 2007)  |             |
| 2009                                                        | Evangelion - Lançamento: 7 de agosto - Gravadora: Nuclear Blast                            | 1  | 45 | 17 | 59 | 88 | 56  | 61 | - EUA: 8.500+ (até 2009)  | - POL: Ouro |
| 2014                                                        | The Satanist - Lançamento: 3 de fevereiro - Gravadora: Nuclear Blast                       | 1  | 24 | 7  | 11 | 33 | 34  | 46 | - EUA: 10.225+ (até 2014) |             |
| "—" denota que a gravação em questão não chegou às paradas. |                                                                                            |    |    |    |    |    |     |    |                           |             |

### Extended plays
| 1994                                                        | And the Forests Dream Eternally - Lançamento: 14 de agosto - Gravadora: Entropy - Formato: CD, CS        | —  |               |
| 1997                                                        | Bewitching the Pomerania - Lançamento: 19 de setembro - Gravadora: Solistitium - Formato: CD, CS         | 49 |               |
| 2000                                                        | Antichristian Phenomenon - Lançamento: 4 de dezembro - Gravadora: Avantgarde Music - Formato: CD, LP, CS | —  |               |
| 2003                                                        | Conjuration - Lançamento: 13 de setembro - Gravadora: Regain - Formato: CD, LP, CS                       | 29 |               |
| 2005                                                        | Slaves Shall Serve - Lançamento: 20 de outubro - Gravadora: Regain - Formato: CD, LP, DD                 | —  | - EUA: 500+   |
| 2008                                                        | Ezkaton - Lançamento: 11 de novembro - Gravadora: Regain - Formato: CD, LP, DD                           | 26 | - EUA: 1,600+ |
| 2013                                                        | Blow Your Trumpets Gabriel - Lançamento: 4 de dezembro - Gravadora: New Aeon Musick - Formato: LP        | —  |               |
| 2014                                                        | Xiądz - Lançamento: 1 de novembro - Gravadora: New Aeon Musick - Formato: LP                             | 12 |               |
| "—" denota que a gravação em questão não chegou às paradas. | |    |               |

### Demos
- Endless Damnation (1992)
- The Return of the Northern Moon (1992)
- ...From the Pagan Vastlands (1993)

### Compilações
- Demonica (2006) (Box especial com a remasterização das primeiras demos e algumas regravações)
- Abyssus Abyssum Invocat (2011)

### Splits
- And the Forests Dream Eternally / Forbidden Spaces (Split c/ a banda polonesa Damnation (1997)

### Covers
- Carnage - Mayhem
- Day of Suffering - Morbid Angel
- Satanas - Sarcófago
- Welcome to Hell - Venom
- Until You Call on The Dark - Danzig
- Penetration - Fields of the Nephilim
- Aggressor - Hellhammer
- Deathcrush - Mayhem
- Wish - Nine Inch Nails
- Freezing Moon - Mayhem
- Hello Spaceboy - David Bowie
- Total Disaster - Destruction
- Ostatni Tabor - Kat
- Jama Pekel - Master's Hammer
- I'm Not Jesus - Ramones
- Total Invasion - Killing Joke
- I Got Erection - Turbonegro

## Videografia

### VHS/DVDs
| 2000                                                        | Live Eschaton - Lançamento: Julho - Gravadora: Metal Mind - Formato: VHS                                            | —  | —  | —  |                              |                 |
| 2004                                                        | Crush.Fukk.Create: Requiem for Generation Armageddon - Lançamento: 6 de setembro - Gravadora: Regain - Formato: DVD | —  | —  | —  |                              |                 |
| 2010                                                        | Evangelia Heretika - Lançamento: 5 de novembro - Gravadora: Nuclear Blast, Metal Blade - Formato: DVD+CD, LP        | 22 | 15 | 12 | - POL: 10,000+ - EUA: 1,000+ | - ZPAV: Platina |
| "—" denota que a gravação em questão não chegou às paradas. | |    |    |    |                              |                 |

### Videoclipes
| Título                       | Diretor(es)                                       | Álbum                            | Ano  | Ref.   |
| ---------------------------- | ------------------------------------------------- | -------------------------------- | ---- | ------ |
| "Decade of Therion"          | —                                                 | Satanica                         | 1999 | [ 23 ] |
| "Christians to the Lions"    | Roman Przylipiak                                  | Thelema.6                        | 2001 | [ 24 ] |
| "As Above So Below"          | Kuba Miszczak                                     | Zos Kia Cultus (Here and Beyond) | 2003 | [ 24 ] |
| "Conquer All"                | Joanna Rechnio                                    | Demigod                          | 2005 | [ 25 ] |
| "Slaves Shall Serve"         | Joanna Rechnio                                    | Demigod                          | 2005 | [ 26 ] |
| "Prometherion"               | Soren                                             | The Apostasy                     | 2007 | [ 27 ] |
| "At the Left Hand ov God"    | Dariusz Szermanowicz, Grupa 13                    | The Apostasy                     | 2008 | [ 28 ] |
| "Inner Sanctum"              | Mateusz "Mania" Winkiel, Mania Studio             | The Apostasy                     | 2008 | [ 29 ] |
| "Ov Fire and the Void"       | Dariusz Szermanowicz, Paweł Krawczyk, Grupa 13    | Evangelion                       | 2009 | [ 30 ] |
| "Alas, Lord Is Upon Me"      | Dariusz Szermanowicz, Grupa 13                    | Evangelion                       | 2010 | [ 31 ] |
| "Lucifer"                    | Dariusz Szermanowicz, Łukasz Tunikowski, Grupa 13 | Evangelion                       | 2011 | [ 32 ] |
| "Blow Your Trumpets Gabriel" | Grupa 13                                          | The Satanist                     | 2013 | [ 33 ] |
| "Messe Noire"                | Zev Deans, Panorama Programming                   | The Satanist                     | 2015 | -      |